# Илия Караиванов
Илия Иванов Караиванов е български актьор.

## Биография и творчество
Роден е на 11 септември 1948 г. в град Бургас.
Завършва ВИТИЗ „Кръстьо Сарафов" през 1973 г. със специалност актьорско майсторство.
Работил в Драматично-куклен театър (Враца) (1973 – 1978) и Сълза и смях (от 1978-).
Умира на 31 декември 2008 година. 

## Награди и отличия
- Награда „Златен меч“

## Театрални роли
- „Любов под брястовете“
- „Старчето и стрелата“

## Телевизионен театър
- „Евангелие по Матея“ (1990) (Стефан Грозданов)
- „Обратно към небето“ (1989) (от Цветана Нинова по мотиви от романа „Южна поща“ на Антоан дьо Сент Екзюпери, реж. Павел Павлов) – Жак Берниз, пилот
- „Посоки“ (1986) (Кева Апостолова)
- „Смъртта на търговския пътник“ (1984) (от Артър Милър, реж. Магда Каменова) – Биф
- „Всяка есенна вечер“ (1984) (Иван Пейчев)
- „Жената и грешката“ (1982) (Яковос Камбанелис)
- „Левски“ (1977) (от Васил Мирчовски, реж. Гертруда Луканова) – Васил Левски
- „Каин магьосникът“ (Камен Зидаров)

## Филмография
| Година      | Филми и Сериали                                          | Серии | Копродукции        | Роля                                                             |
| ----------- | -------------------------------------------------------- | ----- | ------------------ | ---------------------------------------------------------------- |
| 1998        | Застраховката                                            |       | България / Италия  | Георги                                                           |
| 1997        | Рекет – („Il Racket“) Гражданинът въстава – (2 заглавие) | 6     | Италия             |                                                                  |
| 1990        | Софийска история                                         |       |                    | Панчо Ликов                                                      |
| 1990        | Под игото                                                | 9     | България / Унгария | д-р Соколов                                                      |
| 1988        | Вечери в Антимовския хан                                 | 2     |                    | даскала Баташки                                                  |
| 1986        | Те надделяха                                             |       |                    | Лазар                                                            |
| 1984        | Трите златни лъвчета (тв)                                |       |                    | свещарят                                                         |
| 1985        | Смъртта може да почака                                   |       |                    | кинооператора Жорж                                               |
| 1985        | Смъртта на търговския пътник                             |       |                    |                                                                  |
| 1983        | Семейство Карастоянови – „(„Карастояновы“)“              | 4     | СССР / България    | д-р Александър Карастоянов, зъболекар                            |
| 1980        | Голямото нощно къпане                                    |       |                    | Иван                                                             |
| 1979        | Адаптация                                                | 3     |                    | Асен                                                             |
| 1979        | Хора и богове                                            | 3     |                    | Ур, космически пришълец (древен земен жител на Вавилон, Шумерия) |
| 1979        | Отрова в извора                                          |       |                    | Василев                                                          |
| 1977        | Нечиста сила                                             | 3     |                    | отец Герасим                                                     |
| 1977        | Бой последен                                             |       |                    | Марин                                                            |
| 1976        | Апостолите                                               | 2     |                    | Георги Икономов                                                  |
| 1976 – 1980 | Записки по българските въстания                          | 13    |                    | Георги Икономов в 7 серии – 2,4,5,6,8,9,10 и 11-а                |
| 1973        | Такава смърт няма (тв)                                   |       |                    | учителят Тодор Икономов                                          |